# Norajr Grigorjewitsch Grigorjan
Norajr Grigorjewitsch Grigorjan (russisch Норайр Григорьевич Григорян; * 26. Dezember 1910jul. / 8. Januar 1911greg. in Baku; † 25. Januar 1994 in Moskau) war ein sowjetisch-russischer Elektroingenieur und Seismiker.

## Leben
Der Ingenieurssohn Grigorjan wurde in der Spezialmittelschule Dekabristengedenken zum Konstruktionszeichner ausgebildet (Abschluss 1928). Nach einem Kurs an der Elektroindustrie-Fakultät des Moskauer Plechanow-Instituts für Volkswirtschaft 1929 studierte Grigorjan am Moskauer Energetischen Institut (MEI) mit Abschluss 1933. 1932 war er an der Projektierung von Fahrmotoren beteiligt.
Von Dezember 1933 bis Dezember 1934 leistete Grigorjan seinen Wehrdienst in der Roten Armee in Chabarowsk ab. Anschließend arbeitete er dort in der Elektrowerkstatt des Kraftwerks.
Im April 1935 kehrte Grigorjan nach Moskau zurück und arbeitete im Elektromaschinenbau-Werk Dynamo. Ab Mai 1937 leitete er die Gruppe für Projektierung von Fahrmotoren für Grubenbahn-Elektrolokomotiven und für den  Öffentlichen Verkehr.
Im Deutsch-Sowjetischen Krieg entwickelte Grigorjan zusammen mit Anatoli Pawlowitsch Ostrowski und Pjotr Pawlowitsch Schumilow in Krasnokamsk im Spezialkonstruktionsbüro SKB Nr. 36 des Volkskommissariats für Erdölindustrie die neuartige Panzerabwehrwaffe SPG-82 analog der deutschen Panzerfaust.
Grigorjan war einer der Gründer des Allunionsforschungs- und Projektierungsinstituts für Explosionsgeophysik WNIPIwsrywgeofisik und wurde ein Experte für den Einsatz von Explosionen für die seismische Prospektion und die geophysikalische Forschung. Am 1. August 1958 wurde er Direktor der Ramenskoje-Abteilung des WNIPIwsrywgeofisik. 1961 verteidigte er mit Erfolg seine Dissertation über die Lebensdauer von Bohrern für die Promotion zum Kandidaten der technischen Wissenschaften. 1975 verteidigte er mit Erfolg seine Doktor-Dissertation über Entwicklung und Einsatz von Schießapparaturen zur Schichtöffnung in Bohrungen für die Promotion zum Doktor der technischen Wissenschaften.
1987 ging Grigorjan in Pension und arbeitete weiter als wissenschaftlicher Senior-Mitarbeiter und Berater. 1991 wurde er zum Professor ernannt.

## Ehrungen
- Medaille „Für heldenmütige Arbeit im Großen Vaterländischen Krieg 1941–1945“
- Orden des Vaterländischen Krieges I. Klasse
- Stalinpreis I. Klasse (1947 zusammen mit Anatoli Pawlowitsch Ostrowski und Pjotr Pawlowitsch Schumilow postum) für die Entwicklung einer neuartigen Waffe[1]
- Preis des Ministerrats der UdSSR (1984)
- Ehrenzeichen der Sowjetunion